# Caldwell County (North Carolina)
Caldwell County ist ein County im Bundesstaat North Carolina der Vereinigten Staaten. Der Verwaltungssitz (County Seat) ist Lenoir, das nach William Lenoir benannt wurde, einem General im Amerikanischen Unabhängigkeitskrieg.

## Geographie
Das County liegt im Westen von North Carolina, ist etwa 30 km von Tennessee entfernt und hat eine Fläche von 1228 Quadratkilometern, wovon 7 Quadratkilometer Wasserfläche sind. Es grenzt im Uhrzeigersinn an folgende Countys: Watauga County, Wilkes County, Alexander County, Catawba County, Burke County und Avery County.
Caldwell County ist in 13 Townships aufgeteilt: Globe, Hudson, Johns River, Kings Creek, Lenoir, Little River, Lovelady, Lower Creek, Mulberry, North Catawba, Patterson, Wilson Creek und Yadkin Valley.

## Geschichte
Caldwell County wurde 1841 aus Teilen des Burke County und des Wilkes County gebildet. Benannt wurde es nach Joseph Caldwell, dem ersten Präsidenten der University of North Carolina.
17 Bauwerke und Stätten des Countys sind insgesamt im National Register of Historic Places eingetragen (Stand 23. Februar 2018).

## Demografische Daten
Nach der Volkszählung im Jahr 2000 lebten im Caldwell County 77.415 Menschen in 30.768 Haushalten und 22.399 Familien. Die Bevölkerungsdichte betrug 63 Einwohner pro Quadratkilometer. Ethnisch betrachtet setzte sich die Bevölkerung zusammen aus 91,74 Prozent Weißen, 5,46 Prozent Afroamerikanern, 0,21 Prozent amerikanischen Ureinwohnern, 0,39 Prozent Asiaten, 0,03 Prozent Bewohnern aus dem pazifischen Inselraum und 1,42 Prozent aus anderen ethnischen Gruppen; 0,76 Prozent stammten von zwei oder mehr Ethnien ab. 2,49 Prozent der Bevölkerung waren spanischer oder lateinamerikanischer Abstammung.
Von den 30.768 Haushalten hatten 31,1 Prozent Kinder unter 18 Jahren, die bei ihnen lebten. 57,3 Prozent davon waren verheiratete, zusammenlebende Paare, 11,0 Prozent waren allein erziehende Mütter und 27,2 Prozent waren keine Familien. 23,1 Prozent waren Singlehaushalte und in 9,0 Prozent lebten Menschen mit 65 Jahren oder älter. Die Durchschnittshaushaltsgröße betrug 2,48 und die durchschnittliche Familiengröße war 2,89 Personen.
23,4 Prozent der Bevölkerung waren unter 18 Jahre alt. 7,8 Prozent zwischen 18 und 24 Jahre, 30,5 Prozent zwischen 25 und 44 Jahre, 25,1 Prozent zwischen 45 und 64, und 13,3 Prozent waren 65 Jahre alt oder Älter. Das Durchschnittsalter betrug 38 Jahre. Auf alle weibliche Personen kamen 97,6 männliche Personen. Auf alle Frauen im Alter von 18 Jahren oder darüber kamen 95,4 Männer.
Das jährliche Durchschnittseinkommen eines Haushalts betrug 35.739 $ und das jährliche Durchschnittseinkommen einer Familie betrug 41.665 $. Männer hatten ein durchschnittliches Einkommen von 28.820 $ gegenüber den Frauen mit 21.850 $. Das Prokopfeinkommen betrug 17.353 $. 10,7 Prozent der Bevölkerung und 7,6 Prozent der Familien lebten unterhalb der Armutsgrenze. 14,1 Prozent von ihnen sind Kinder und Jugendliche unter 18 Jahre und 11,9 Prozent sind 65 Jahre oder älter.